# Stemmiulus monticola
Stemmiulus monticola är en mångfotingart som först beskrevs av Filippo Silvestri 1898.  Stemmiulus monticola ingår i släktet Stemmiulus och familjen Stemmiulidae. Inga underarter finns listade i Catalogue of Life.